# Pelecopsis pooti
Pelecopsis pooti là một loài nhện trong họ Linyphiidae.
Loài này thuộc chi Pelecopsis. Pelecopsis pooti được Robert Bosmans & Rudy Jocqué miêu tả năm 1993.